# Host bus adapter
En maquinari, un Host bus adapter, controlador de host o adaptador HBA és un adaptador d'entrada/sortida que connecta el bus d'un ordinador (normalment un servidor) a una xarxa de computadores o a un sistema d'emmagatzemament de dades mitjançant un medi Fibre Channel o SCSI.
L'equivalent en els entorns de xarxes informàtiques (Networks) s'anomena NIC.
Els adaptadors host poden estar integrats a la placa base o estar en una targeta d'expansió independent.
Normalment, es refereix a dispositius als quals es connecten altres dispositius Integrated Drive Electronics (IDE), Small Computer System Interface (SCSI), canal de fibra (FC, fibre channel) i eSATA, però també se sol utilitzar el mateix terme per a dispositius que es connecten a sistemes Ethernet, FireWire i USB.
Recentment, l'arribada del iSCSI ha donat lloc als HBA via Ethernet, que es diferencien de les targetes de xarxa en què inclouen maquinari dedicat per a iSCSI.

## SCSI
Un adaptador de host SCSI connecta un bus SCSI a un ordinador. L'adaptador uneix la gran distància lògica i física que separa al bus SCSI del bus intern de l'ordinador. Els adaptadors moderns inclouen tota l'electrònica i el firmware que fa falta per executar les transaccions SCSI, i sovint inclouen un BIOS que no només permet al sistema servidor arrencar des del dispositiu SCSI, sinó facilitar la configuració de l'adaptador. Normalment, un Controlador de dispositiu (un driver) enllaçat al Sistema operatiu, es suficient per controlar l'adaptador.
En un subsistema SCSI paral·lel típic, a cada dispositiu se li assigna un ID numèric únic. Com a norma, l'adaptador apareix com SCSI ID 7, la qual cosa li dona la major prioritat al bus (la prioritat es menor a mesura que l'ID SCSI es menor; en un bus de 16 bits, o bus "ample", ID 8 té la prioritat més baixa, una capacitat que li permet mantenir la compatiblidad amb l'esquema de prioritats de 8 bits, o bus "estret").
Normalment, l'adaptador assumeix el rol d'iniciador SCSI, perquè llanci les ordres a altres dispositius SCSI.
Un ordinador pot disposar de més d'un adaptador, la qual cosa incrementa en gran manera el nombre de dispositius SCSI disponibles per a connectar.
Els grans fabricants de HBA són HP ATTO, Promise, Adaptec i LSI. LSI, Adaptec i ATTO ofereixen en l'actualitat adaptadors SCSI en format PCIe, que estan suportats en equips nous i plaques base de perfil baix (ara els manca SCSI per la inclusió de connectivitat SAS i SATA).

## FC
En l'actualitat, la major part de les vegades que s'usa el terme HBA, es refereix a una targeta de canal de fibra. Els HBA de Canal de Fibra estan disponibles per als principals Sistemes oberts, arquitectures informàtiques, i busos, incloent Peripheral Component Interconnect (PCI) i SBus (obsolet en l'actualitat).
Cada HBA té un nom únic mundial (WWN), que és similar a la MAC d'Ethernet, ja que s'usa un identificador únic organitzat, assignat pel IEEE. No obstant això, els WWN són més llargs (8 bytes).

## InfiniBand
InfiniBand és un bus de comunicacions en serie d'alta velocitat, baixa latència i de baixa sobrecàrrega de la CPU, dissenyat tant per a connexions internes com externes. Les seves especificacions són desenvolupades i mantingudes per la Infiniband Trade Association (IBTA).

## ATA
Els adaptadors ATA s'integren (cada vegada menys) a les plaques base de les computadores personals (PC). Sovint se'ls anomena incorrectament "controladors de disc". L'expressió correcta per a un component que permet a la computadora comunicar-se amb el bus del perifèric és adaptador del servidor. Un genuí controlador de disc només permet al disc comunicar-se amb el mateix bus.

## SAS i SATA
SAS o SCSI en sèrie és el model actual per a reemplaçar la generació prèvia de dispositius SCSI paral·lel. Ultra320 era el màxim nivell de SCSI paral·lel disponible, però SAS disposa de major rendiment.
SATA és una tecnologia similar des del punt de vista de les opcions de connexió. Es poden crear els HBA usant un únic connector per a dispositius SAS i SATA.
Entre els principals fabricants de SAS/SATA es troben Promise Technologies, Adaptec, HP, QLogic, LSI Logic i ATTO.

## eSATA
Unitats i caixes externes SATA són cada vegada més presents al mercat de la informàtica d'usuari, però moltes plaques base compatibles amb SATA no inclouen ports externs SATA. De totes maneres, els adaptadors per connectar aquests dispositius són fàcils de trobar.